# Asticta obscura
Asticta obscura är en fjärilsart som beskrevs av Edward Alfred Cockayne 1951. Asticta obscura ingår i släktet Asticta och familjen nattflyn. Inga underarter finns listade i Catalogue of Life.